# Drents Archief

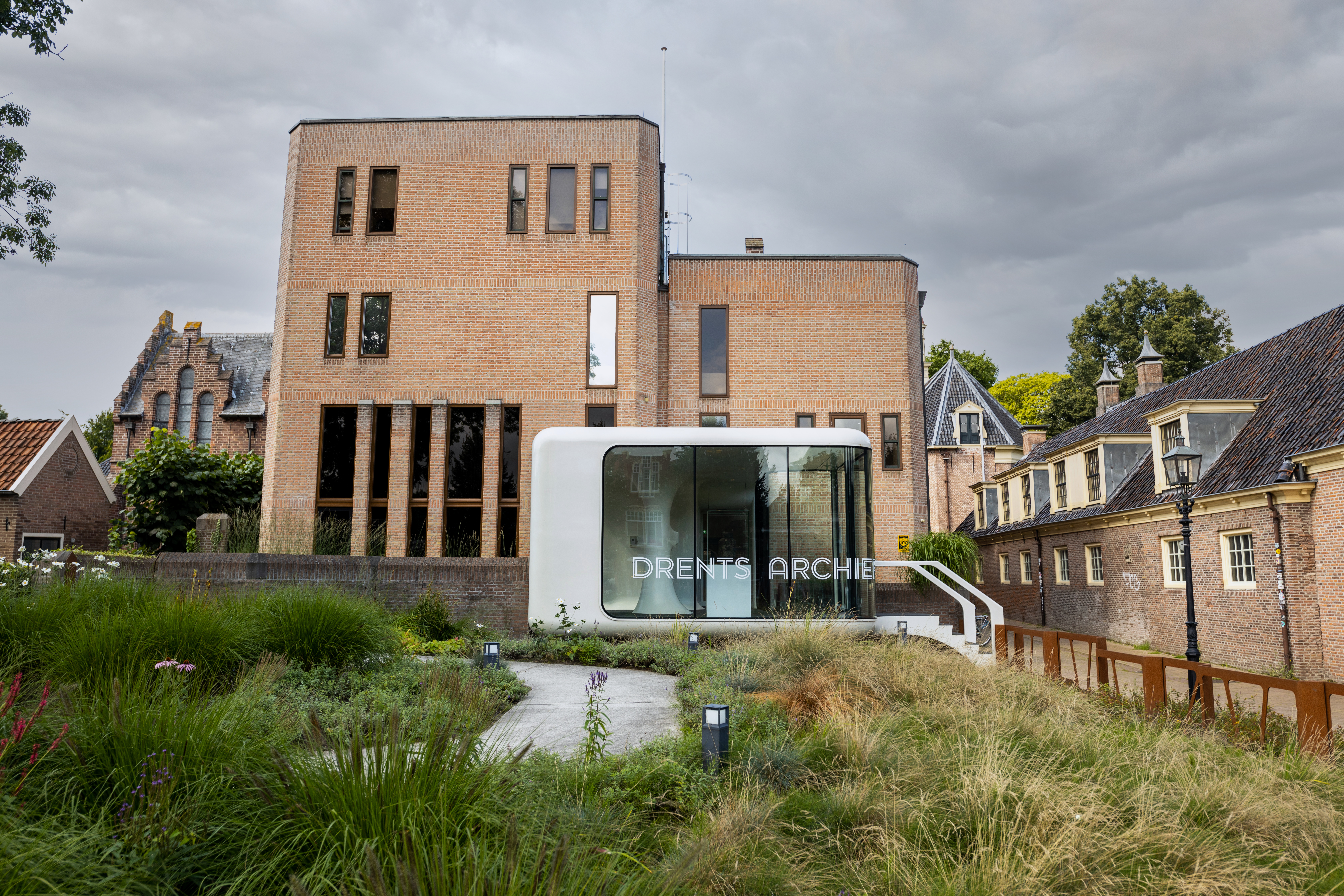
Het Drents Archief in 2021

Het Drents Archief is het Regionaal Historisch Centrum voor de provincie Drenthe, en de voortzetting van het oude Rijksarchief in Drenthe (2000). Het instituut is gevestigd aan de Brink in Assen en bewaart de historische archieven van de provincie. In 2005 ging het Gemeentearchief Assen hier ook in op.

## Gebouw
Het archief is sinds circa 1900 gevestigd in een gebouw dat een gedeelte bevat van het oorspronkelijke kloostercomplex Maria in Campis. De locatie werd in 2012 verbouwd en gerenoveerd, waarbij onder meer de ingang verplaatst werd.